# Nuevo San Antonio, Oaxaca
Nuevo San Antonio är en ort i Mexiko.   Den ligger i kommunen San Juan Lalana och delstaten Oaxaca, i den sydöstra delen av landet, 400 km sydost om huvudstaden Mexico City. Nuevo San Antonio ligger 186 meter över havet och antalet invånare är 134.
Terrängen runt Nuevo San Antonio är platt åt sydost, men åt nordväst är den kuperad. Runt Nuevo San Antonio är det glesbefolkat, med 12 invånare per kvadratkilometer. Närmaste större samhälle är Arroyo Colorado, 7,2 km norr om Nuevo San Antonio. I omgivningarna runt Nuevo San Antonio växer i huvudsak städsegrön lövskog.